# Haplocladium plumulosum
Haplocladium plumulosum là một loài rêu trong họ Thuidiaceae. Loài này được Herzog mô tả khoa học đầu tiên năm 1942.